# 吳文 (洪武進士)
吳文，字尚質，臨桂（今廣西桂林）人。明朝进士、政治人物。

## 生平
洪武十八年，中進士二甲第三名，后被選為庶吉士，進為檢討。此後出任湖廣參議，有政問。